# 公子
公子（こうし）は、中国の春秋戦国時代の諸侯国の公族の子弟。

## 概要
君主（公）の子は公子と呼ばれ、君主の娘は公女（後世の公主、郷主に該当される）と呼ばれ、公子の子は公孫と呼ばれた。
実質上、諸侯は王族に等しく、その子弟も王子と呼んでも差し支えはないが、建前上は列国は周王の家来であり、王は周王ただ一人であるので、諸侯は公を称し、その子弟は公子となった。
ただし、中原諸侯から南方の蛮族と見られた楚や呉と越に限っては周王の権威を認めておらず、歴代の君主は王と称したので、その子弟は当然王子であったはずだが、周の傘下にあった諸国の文献においては「公子」と記されている。
戦国時代に入って周の権威が完全に失墜した後は、諸侯は次々に王を僭称したが（周王室ゆかりの魏も含む）、公式には公であったので、その子弟は相変わらず公子と呼ばれた。
転じて、プリンスの訳語の一つなどとしても公子の語は用いられる。若松賤子が訳した『小公子』の原題は｢小さなフォントルロイ卿｣である（en:Little Lord Fauntleroy#Etymology）。